# (7519) Paulcook
(7519) Paulcook (1989 UN3) – planetoida z pasa głównego asteroid okrążająca Słońce w ciągu 5,75 lat w średniej odległości 3,21 j.a. Odkryta 31 października 1989 roku.